# Réserve écologique Ernest-Lepage
Die Réserve écologique Ernest-Lepage ist ein im Jahr 1983 eingerichtetes, 810 ha großes Schutzgebiet im Süden der kanadischen Provinz Québec.
Das Schutzgebiet repräsentiert die nördlichen Appalachen, genauer die Monts Notre-Dame. Es liegt etwa 40 km nordwestlich von New Richmond, am Westufer des Petite rivière Cascapédia Est. Von der Gemeinde Bonaventure, zu der es formell gehört, liegt es rund 50 km entfernt.
Das Schutzgebiet liegt auf einem Plateau, rund 400 m über dem Meeresspiegel. Der felsige Untergrund des Gebiets, das zum Nordende der Appalachen gehört, birgt vor allem Schiefer und Kalkstein sowie nacheiszeitliche Ablagerungen.
Dabei herrschen Gelb- und Papier-Birke, Balsam-Tanne und Schwarz-Fichte, auf dem Plateau eher der Abendländische Lebensbaum (Thuya occidentalis), dessen Bestände im frankophonen Nordamerika als „cédrières“ bezeichnet werden.
Der Name des Schutzgebiets erinnert an den Botaniker und Abbé Ernest Lepage (1. Juni 1905 – 4. Juni 1981) aus Rimouski. Neben zahlreichen Arbeiten über arktische und subarktische Pflanzen schrieb er über Moose, Flechten und Lebermoose in der Provinz Québec. Er beschrieb 150 neue Taxone und verfasste 126 wissenschaftliche Beiträge. In seinem Testament vermachte er sein persönliches Herbarium mit 35.000 Arten der Université Laval. Gelehrt hatte er von 1936 bis 1961 an der École moyenne d'agriculture in Rimouski, nachdem er dort als Hilfsgemeindepriester bis 1933 gearbeitet hatte. Bei seinen botanischen Untersuchungen, die sich auf die Region James Bay konzentrierten, arbeitete er mit Arthème Dutilly (1896–1973) zusammen, der gleichfalls zu den Oblaten gehörte. Obwohl er ab 1976 wegen einer Thrombose unter Lähmungen litt, setzte er seine Arbeit fort.